# Barclays Center
O Barclays Center é uma arena coberta multiuso no bairro de Brooklyn, em Nova York. A arena é o lar do Brooklyn Nets da National Basketball Association e do New York Liberty da Women's National Basketball Association. A arena também hospeda shows, convenções e outros eventos esportivos e de entretenimento.
A arena faz parte de um futuro complexo residencial e comercial de US $ 4,9 bilhões, agora conhecido como Pacific Park. O local fica na Avenida Atlântica, próximo à estação de metrô renomeada Avenida Atlântica – Barclays Center nas rotas 2, 3, 4, 5, B, D, N, Q, R e W, bem como diretamente acima do Terminal Atlântico do LIRR.
A arena, proposta em 2004 quando Bruce Ratner comprou os Nets por US $ 300 milhões como a primeira etapa do processo de construção de uma nova casa para a equipe, enfrentou obstáculos significativos durante seu desenvolvimento. Seu uso de domínio eminente e seu impacto ambiental potencial trouxeram resistência da comunidade, especialmente porque edifícios residenciais e empresas como a Ward Bakery foram demolidas e grandes quantidades de subsídios públicos foram usados, o que levou a vários processos judiciais. A recessão global de 2009 também fez com que o financiamento do projeto secasse. Como resultado, a construção foi adiada até 2010, sem nenhum financiamento seguro para o projeto tendo sido alocado. A inauguração da construção ocorreu em 11 de março de 2010 e a arena foi inaugurada em 21 de setembro de 2012, que também contou com a presença de cerca de 200 manifestantes. Seu primeiro evento foi um concerto de Jay-Z em 28 de setembro de 2012. A arena é propriedade da Empire State Development do Estado de Nova York por meio de uma entidade pública chamada Brooklyn Arena Local Development Corporation. É alugado pela Brooklyn Event Center LLC, de propriedade do proprietário do Brooklyn Nets, Joseph Tsai, com operações (e receitas associadas) gerenciadas pela BSE Global de Tsai.

## História
A arena foi concebida por Bruce Ratner da incorporadora imobiliária Forest City Ratner Companies, a divisão de Nova York da Forest City Enterprises que Ratner fundou. Ele adquiriu o New Jersey Nets em 2004 por $ 300 milhões (desde então vendeu a maior parte de suas ações para continuar financiando o projeto) com o propósito de movê-los para o desenvolvimento do Pacific Park em Brooklyn's Prospect Heights e jogar na arena que seria a peça central do projeto de reconstrução comercial e residencial do Pacific Park. A mudança marcou o retorno das ligas principais de esportes ao Brooklyn, que estava ausente desde a partida dos Dodgers para Los Angeles em 1957. Coincidentemente, a proposta original de um estádio para o Brooklyn Dodgers ficava ao norte do Pacific Park Brooklyn, onde está localizado o Atlantic Terminal Mall, também pertencente às empresas Forest City Ratner.

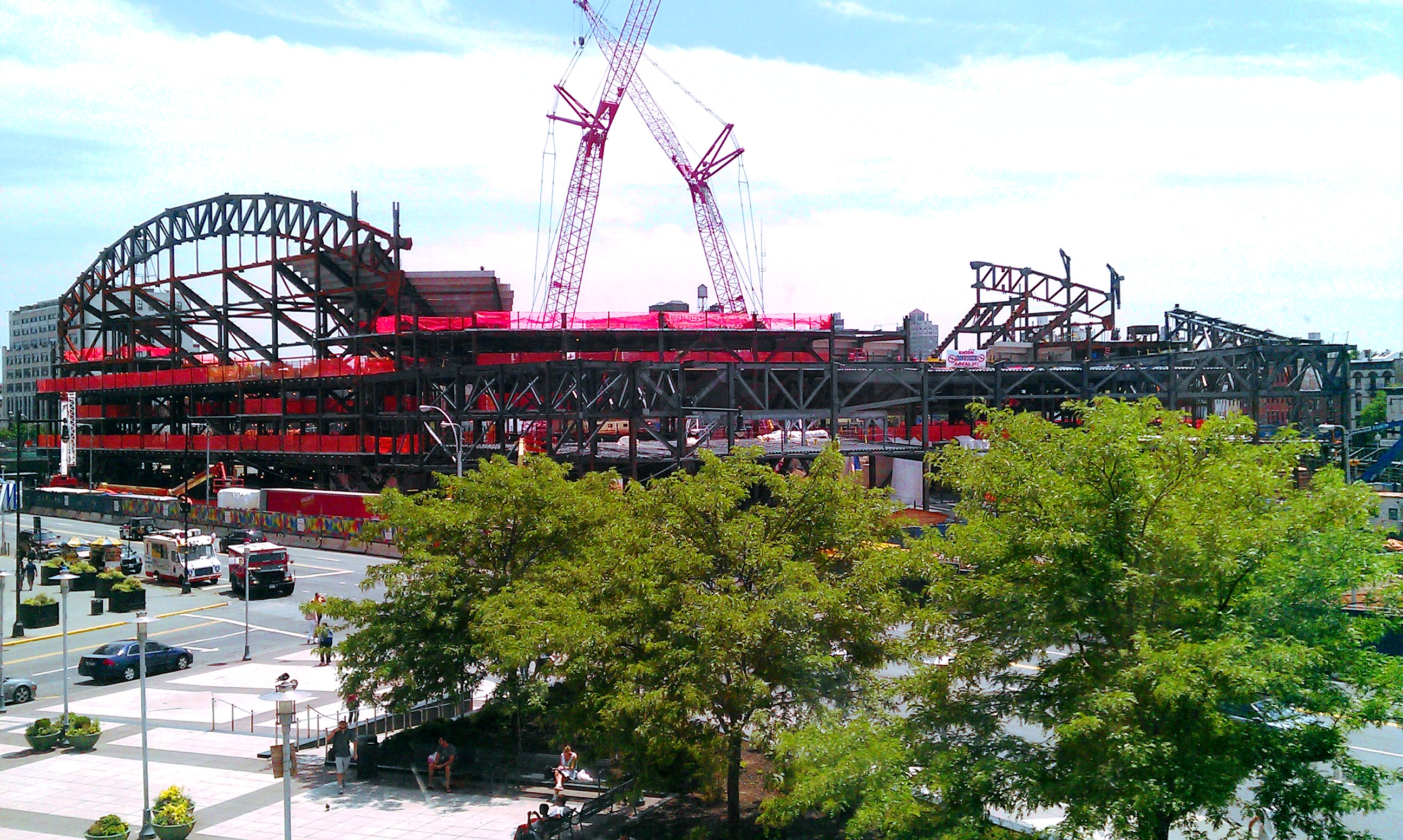
Barclays Center durante a sua construção em 19 de junho de 2011.

A arena foi inicialmente projetada para abrir em 2006, com o resto do complexo do Pacific Park Brooklyn em seguida. No entanto, controvérsias envolvendo residentes locais, o uso de domínio eminente, potencial impacto ambiental, falta de financiamento público contínuo, bem como uma grande desaceleração econômica atrasaram o projeto. Devido a esses problemas jurídicos e financeiros, o acordo de desenvolvimento parecia fadado ao fracasso ou colapso. Frank Gehry, um arquiteto envolvido nos designs iniciais do projeto, disse, em março de 2009, "Não acho que isso vá acontecer", e Ratner a certa altura explorou a venda da equipe. A Suprema Corte de Nova York decidiu a favor de Ratner em 16 de maio de 2009. Os oponentes apelaram da decisão do tribunal. A audiência de apelação foi agendada para 14 de outubro de 2009, com decisão a ser proferida até 25 de novembro.
O empresário russo Mikhail Prokhorov concordou em um negócio de US $ 200 milhões em 23 de setembro de 2009, para se tornar o principal proprietário dos Nets e um investidor-chave na arena do Brooklyn.
Os Nets jogou dois jogos da pré-temporada no Prudential Center em outubro de 2009. Os jogos foram bem-sucedidos e um acordo que faria os Nets jogar no Prudential Center nas temporadas de 2010-11 e 2011-12 tornou-se mais provável. As negociações quase fracassaram quando a Autoridade de Esportes e Exposições de Nova Jersey se recusou a liberar os Nets de seu aluguel em Izod. As negociações foram retomadas e, em 18 de fevereiro, os Nets finalizaram um acordo que os moveria para o Prudential Center em Newark, New Jersey, até a abertura do Barclays Center.
O Tribunal de Apelações de Nova York decidiu a favor do estado usando o domínio eminente para o projeto em 24 de novembro de 2009. O vice-presidente da Empire State Development Corporation, Warner Johnston, indicou que a agência estava empenhada em ver o projeto concluído e disse "agora podemos avançar com o desenvolvimento".
Outro obstáculo potencial a esse desenvolvimento resultou da decisão negativa do Tribunal de Apelação em relação a um caso de domínio eminente semelhante, movido contra a Universidade de Columbia. Este caso histórico poderia ter dado nova vida ao caso que está sendo movido pelo grupo comunitário Develop Don't Destroy Brooklyn (DDDB).

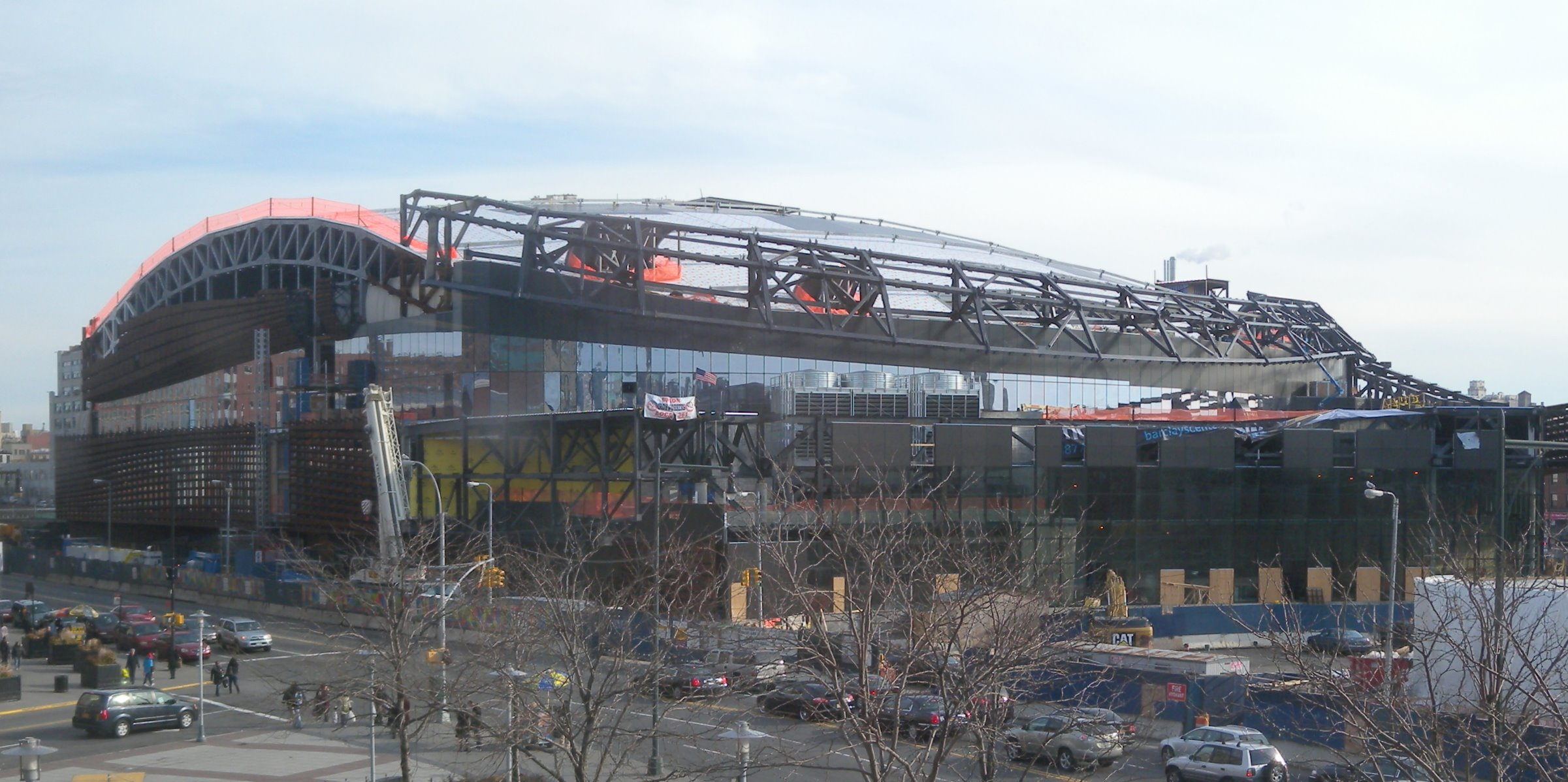
Fevereiro de 2012, apenas sete meses antes do término da construção

No entanto, em 1º de março de 2010, o juiz da Suprema Corte do Brooklyn, Abraham Gerges, rejeitou uma contestação dos proprietários em relação ao uso de domínio eminente pelo estado, o que permitiu que a propriedade privada fosse condenada. O lançamento da pedra fundamental do projeto ocorreu em 11 de março de 2010.
A arena começou a construção vertical em 23 de novembro de 2010, com a montagem da primeira peça de aço. A arena teve seu pico máximo em 12 de janeiro de 2012 e foi aberta ao público em 21 de setembro de 2012.
O Barclays Bank concordou com um contrato de naming rights de 20 anos no valor de US $ 400 milhões em 2007. No entanto, dois anos depois, devido à crise econômica, o negócio foi renegociado para US $ 200 milhões.
O New York Islanders da National Hockey League (NHL) anunciou em 24 de outubro de 2012 que a franquia se mudaria para o Barclays Center em 2015 após o término de seu contrato no Nassau Veterans Memorial Coliseum. O acordo não exigia o envolvimento do New York Rangers, já que o acordo dos Islanders com os Rangers para compartilhar a área de Nova York permite que eles joguem seus jogos em casa em qualquer lugar em Long Island, incluindo Brooklyn e Queens. Embora o Barclays Center tenha sido concebido como uma arena polivalente que poderia acomodar os Nets e uma equipe da NHL, a arena foi construído principalmente para o basquete. A capacidade para o hóquei é de 15.795, a segunda menor da liga (atrás do Bell MTS Place de Winnipeg). A disposição dos assentos para o hóquei é assimétrica. Existem apenas três filas de assentos permanentes na extremidade noroeste da arena e pelo menos 416 assentos não serão vendidos devido à falta de visão. Como resultado da assinatura do contrato de locação, os dois jogos da KHL programados para serem disputados na arena em 20 e 21 de janeiro de 2013 entre o Dinamo Moscou e o SKA Saint Petersburg foram transferidos de volta para as instalações de suas equipes. Como parte do negócio, a gestão do Barclays Center assumiu as operações comerciais dos Islanders quando a equipe se mudou para o Brooklyn, embora Charles Wang continuasse sendo o proprietário principal e continuasse a supervisionar as operações de hóquei. Este acordo continuou depois que Wang vendeu o controle acionário dos Islanders para Jon Ledecky e Scott D. Malkin. As operações comerciais foram devolvidas aos Islanders após a temporada de 2018-19, onde a franquia aluga a arena e o NYCB Live.
De acordo com a revista Billboard, o Barclays Center ultrapassou o Madison Square Garden como o local de maior bilheteria nos Estados Unidos para shows, sem contar eventos esportivos. Essa estatística foi baseada na venda de ingressos entre 1º de novembro de 2012 e 31 de maio de 2013. Em 24 de fevereiro de 2015, um ferreiro foi morto quando quatro vigas caíram sobre ele enquanto ajudava a instalar o telhado verde da arena.
A má recepção da qualidade da arena como local de hóquei afetou o público médio dos Islanders em comparação com o Nassau Coliseum, que caiu para 12.059 espectadores em média. A equipe começou a buscar uma saída do Barclays, embora os funcionários da NHL tenham julgado que o Coliseum (mesmo com suas recentes reformas) não seria adequado como um local de tempo integral, já que faltava amenidades comuns em novos instalações. Em 21 de junho de 2018, os Islanders anunciaram que começariam a jogar uma parte de seus jogos em casa no Nassau Coliseum até a conclusão de seu novo projeto, o Belmont Park Arena.
Em 18 de setembro de 2019, Joe Tsai concluiu a aquisição total do Brooklyn Nets e do Barclays Center. Com o fechamento da transação, Tsai tornou-se presidente da Barclays Center. Além disso, em 18 de setembro de 2019, o executivo de mídia e esportes, David Levy, foi nomeado CEO do Brooklyn Nets e do Barclays Center por Joe Tsai. Tsai também comprou o New York Liberty da WNBA em 2019 e mudou a equipe para o Barclays Center em 2020. Para os jogos do Liberty, as vendas de ingressos serão inicialmente limitadas a cerca de 8.000.

## Financiamento
A arena é formalmente propriedade da Brooklyn Arena Local Development Corporation, uma entidade pública. Ele é alugado para a entidade privada Brooklyn Events Center, LLC por US $ 1,00. Por ser de propriedade pública, o financiamento do ginásio era elegível para títulos isentos de impostos, que foram emitidos em 2009 por um total de $ 510.999.996,50.

## Projeto

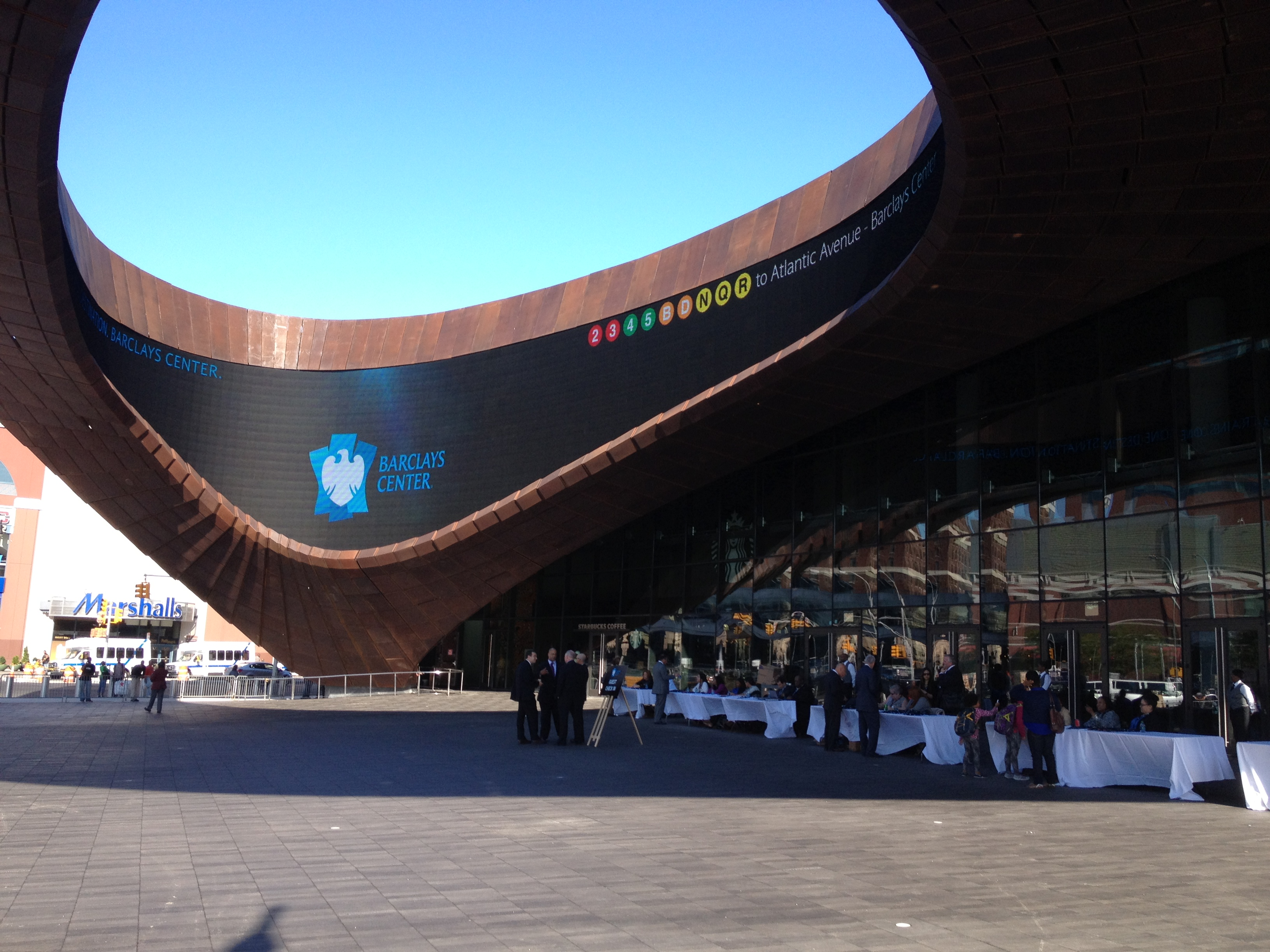
O óculo do Barclays Center, com vista para a tela LCD dentro da estrutura

O Barclays Center foi projetado pelo escritório de arquitetura SHoP Architects. Ellerbe Becket / AECOM atuou como arquiteto de registro do projeto.
Os conceitos iniciais para a área foram projetados por Frank Gehry, cujo projeto propunha um parque na cobertura (aberto apenas aos residentes do complexo Atlantic Yards) rodeado por uma pista de corrida ao ar livre e capaz de funcionar como uma pista de patinação no gelo no inverno com panorâmica e vistas de Manhattan durante todo o ano. A torre mais alta do famoso arquiteto, chamada Miss Brooklyn, também fazia parte deste plano. Os planos de Gehry tinham um custo projetado de US $ 1 bilhão. A Forest City Ratner revelou uma versão reduzida do projeto em fevereiro de 2008, reduzindo o tamanho do Miss Brooklyn em 40%. Outro redesenho revelado pouco mais de dois meses depois descartou completamente o Miss Brooklyn e, em janeiro de 2009, o desenvolvedor começou a "engenharia de valor" do projeto da arena, cortando ainda mais seu orçamento. Em setembro de 2009, a proposta Becket / SHoP com um custo projetado (inicialmente) de $ 800 milhões (no final das contas revisado para $ 1 bilhão) foi revelada.

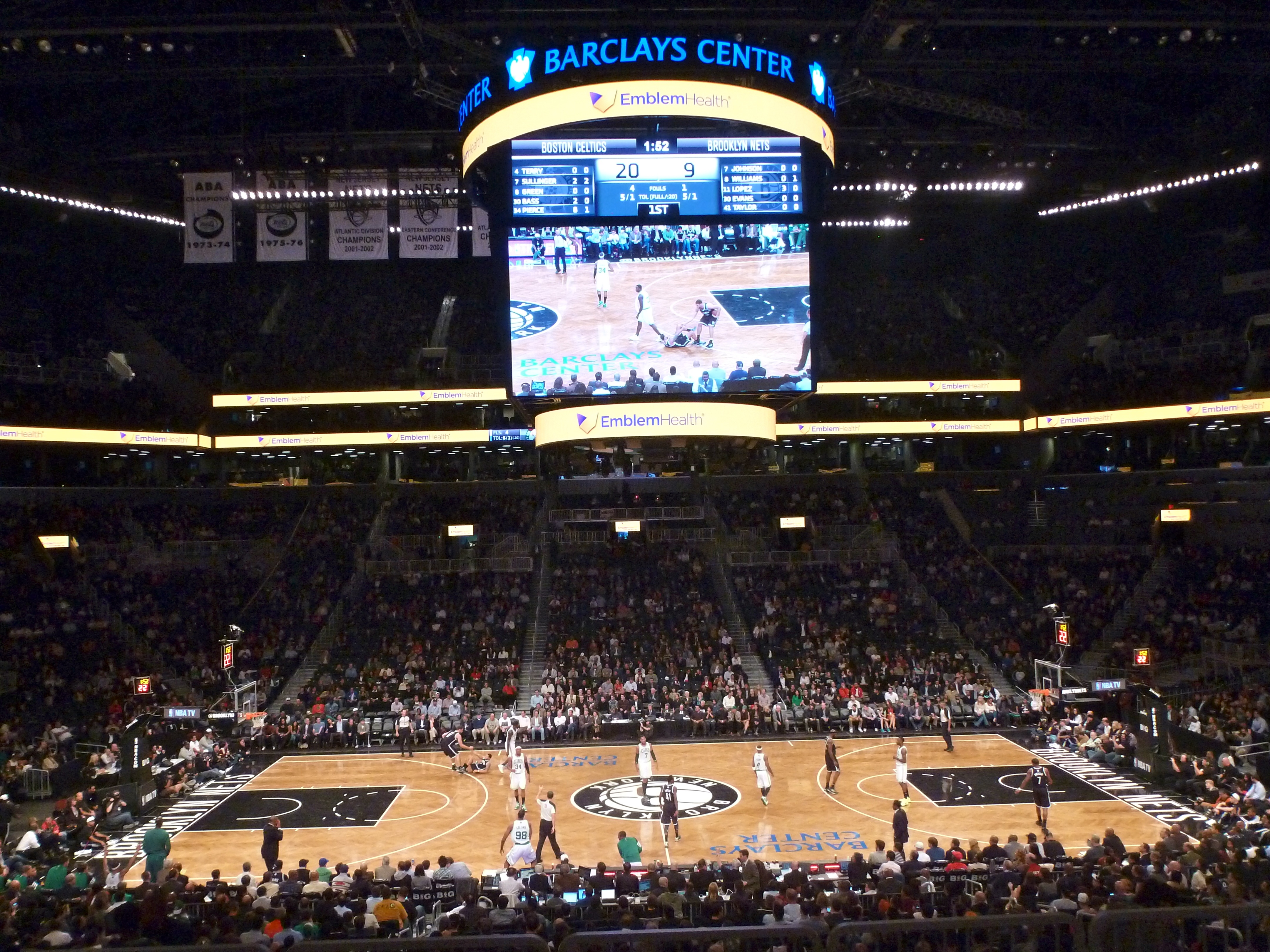
Vista interna do Barclays Center durante um jogo da NBA

Externamente, o formato da arena apresenta três faixas articuladas com uma parede de vidro coberta por uma "treliça" composta por 12.000 painéis de aço pré-envelhecidos projetados e construídos pela ASI Limited / SHoP Construction para evocar a imagem dos brownstones do Brooklyn. Um óculo de 36 por 17 m se estende por uma seção de 5.660 pés quadrados (526 m2) da praça do lado de fora da entrada da arena principal com uma tela de exibição de formato irregular circundando a face interna do óculo. A localização do piso da arena abaixo do nível permite que as pessoas na praça vejam o placar.
Dentro da arena, há dois sistemas de iluminação esportiva: um para os Nets e outro para todos os demais. A iluminação do Nets cria um efeito semelhante ao de um teatro, onde a quadra se destaca como um palco enquanto o resto da arena escurece.
Ao contrário da maioria dos outros locais urbanos nos EUA, o Barclays Center não tem estacionamento exclusivo; no entanto, é facilmente acessível por metrô, ônibus e ferrovia. Para acomodar a entrada nas instalações, a praça de entrada da arena com 38.885 pés quadrados (3.613 m2) possui um hub de conexão de transporte de $ 76 milhões que serve como ponto focal da praça. A estrutura de trânsito se conecta com a renovada estação de metrô Atlantic Avenue – Barclays Center, cuja reforma foi projetada pela firma de Nova York Stantec.
O plano original prometia espaço interno para bicicletas, mas o plano foi descartado antes da abertura da arena com prateleiras externas para 400 bicicletas, que foram eventualmente retiradas. A corporação Empire State Development também prometeu vagas para 550 carros próximo à arena.
Por causa do local restrito, há apenas duas entradas de caminhões e ônibus no prédio. Eles consistem em dois elevadores lado a lado com capacidade de 36.000 kg que abaixa veículos 11 m abaixo do nível da rua em uma área de doca de carga. Os veículos rolam em uma enorme plataforma giratória que os gira para a posição oposta a uma das quatro docas de carga dispostas ao redor da plataforma giratória.

### Obra de arte

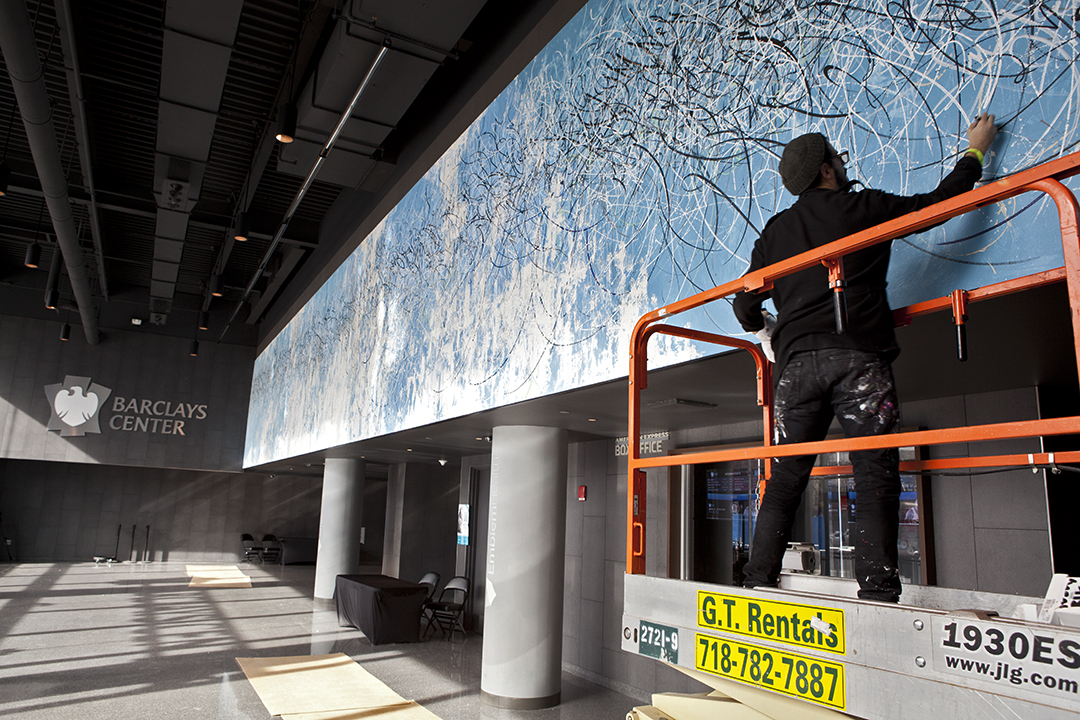
José Parla trabalhando no mural Diary of Brooklyn no Barclays Center

O prédio apresenta o mural Diary of Brooklyn, do pintor José Parlá, que mede 3,0 m de largura e 21 m de altura. Segundo Parlá, a pintura é toda sobre linguagem; a pintura contém palavras e frases como "imigração", "Brooklyn é" e "Big Daddy Kane". O mural foi encomendada em 2012 e levou seis meses para ser concluída.

## Naming rights

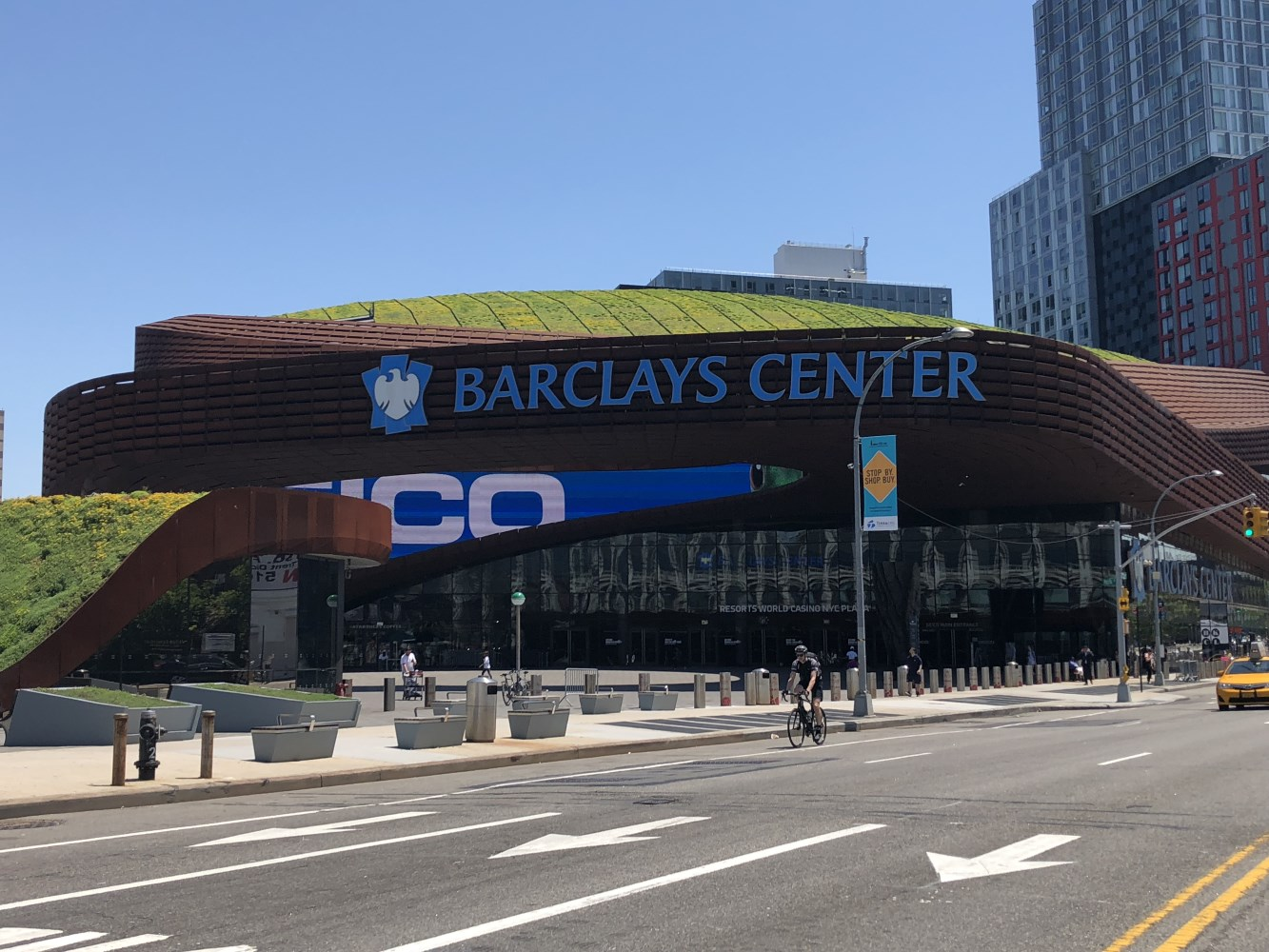
Vista da arena em 2018

Em 18 de janeiro de 2007, foi anunciado que a arena se chamaria Barclays Centre, em homenagem ao grupo bancário londrino Barclays. Foi relatado que a empresa de serviços bancários e financeiros concordou em pagar à equipe US $ 400 milhões nos próximos 20 anos pelos naming rights de sua casa no Brooklyn, eclipsando o recorde anterior de direitos de nomenclatura para uma arena interna americana, estabelecido pelo Royal Philips Electronics em 1999, por US $ 185 milhões em 20 anos para a Philips Arena em Atlanta. No entanto, os direitos foram renegociados no final de 2009 e são um pouco mais de US $ 200 milhões. O Barclays não possui bancos de varejo nos Estados Unidos, nem possui caixas eletrônicos na arena.

## Acessibilidade e transporte
O Barclays Center está localizado próximo ao Terminal Atlântico, que atende ao braço atlântico da Long Island Rail Road. O Barclays Center também é acessível pelo metrô de Nova York, pelos trens 2, 3, 4, 5, B, D, N, Q, R e W, que param na Atlantic Avenue – Barclays Center.
O serviço de Operações de Ônibus Regionais da MTA é fornecido pelos ônibus B37, B41, B45, B63, B65, B67 e B103.

## Eventos notáveis

### Basquetebol

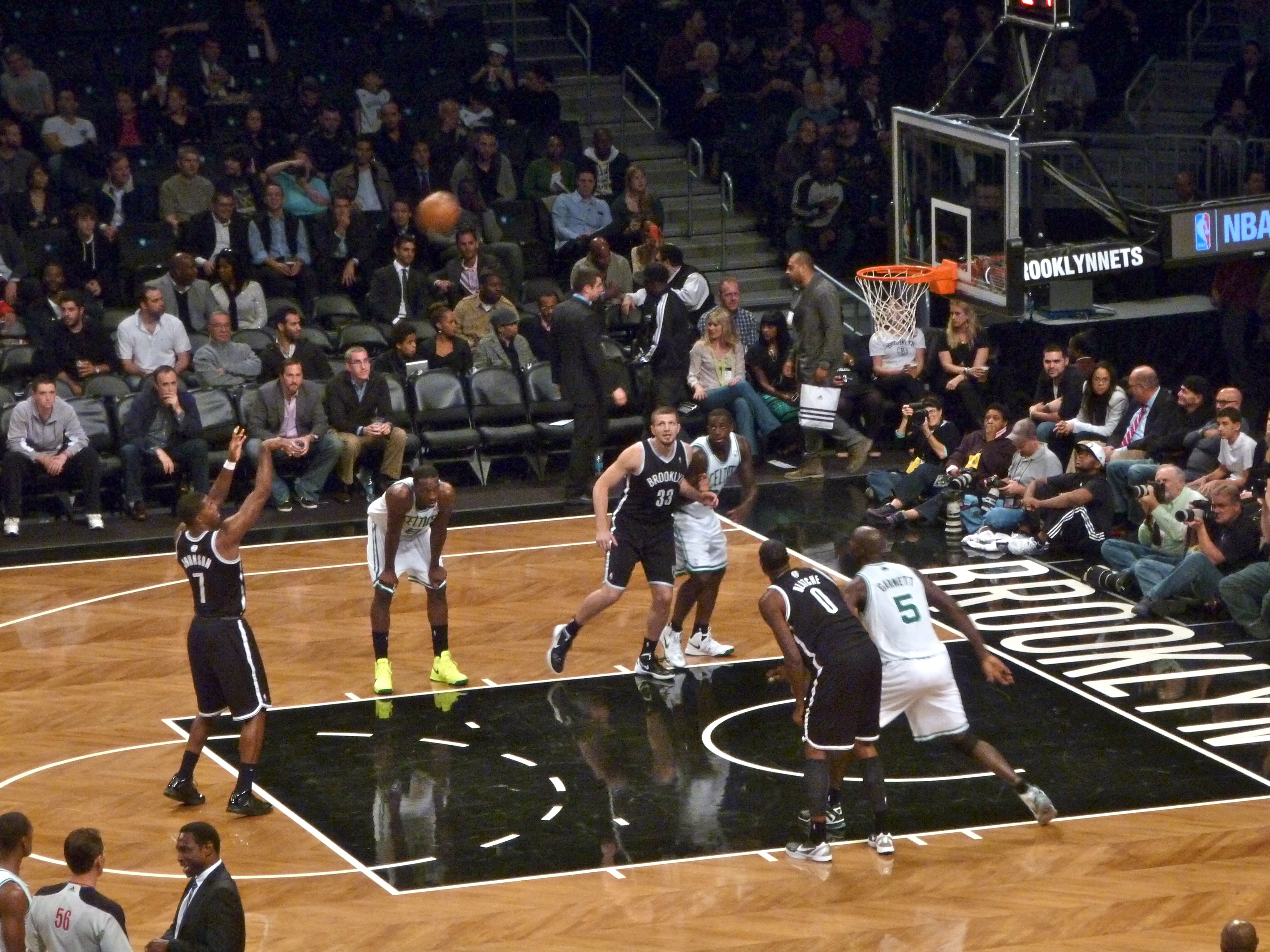
O Brooklyn Nets joga contra o Boston Celtics em 2012

O primeiro jogo de basquete jogado na nova arena foi um jogo de pré-temporada da NBA entre os Nets e o Washington Wizards em 15 de outubro de 2012.
O primeiro jogo da temporada regular da NBA no Barclays Centre ocorreu em 3 de novembro de 2012, quando os Nets derrotou o Toronto Raptors por 107–100. O jogo em casa, originalmente agendado para a abertura da temporada, deveria acontecer em 1º de novembro contra o New York Knicks, no que foi planejado para ser um evento histórico; no entanto, o jogo foi cancelado pelo prefeito de Nova York, Michael Bloomberg, devido a interrupções no transporte de massa e falta de policiais disponíveis, causada pelo furacão Sandy.
O local sediou o Draft da NBA de 2013 em 27 de junho de 2013 e o Draft da NBA de 2017. Além disso, eles também sediaram o All-Star Weekend de 13 a 14 de fevereiro de 2015.
O Barclays Center também foi a casa do Long Island Nets da G-League, durante a temporada de 2016–17, enquanto o Nassau Veterans Memorial Coliseum estava sendo reformado para a temporada de 2017–18.

### Basquete universitário
Desde a sua inauguração, o ginásio já sediou vários eventos de basquete universitário. A Universidade de Kentucky e a Universidade de Maryland assinaram acordos de vários anos para jogar na arena em 2012.  A arena hospeda três torneios de basquete de início da temporada: Barclays Center Classic, Coaches vs. Cancer Classic e Legends Classic.
A Conferência Atlantic 10 anunciou o Barclays Center como a nova casa do seu torneio de basquete masculino em 2013. A Conferência Atlantic Coast anunciou o Torneio de Basquete Masculino da ACC de 2017 e 2018 a ser realizado no Barclays Center. Esta é uma quebra da tradição de ser jogado na casa "não oficial" do torneio no Greensboro Coliseum em Greensboro, Carolina do Norte, onde normalmente é realizado. Como parte de um acordo triplo com a Barclays e a ACC, o A-10 retornará seu campeonato de basquete masculino ao Barclays Center em 2019, 2020 e 2021.
Em 2016, o Barclays Center sediou jogos do Torneio da NCAA pela primeira vez. Momentos notáveis em Brooklyn incluem uma cesta nos ultimos segundos de Adam Woodbury para dar a vitória para Iowa e a vitória surpreendente de Stephen F. Austin sobre Virgínia Ocidental.

### Hóquei

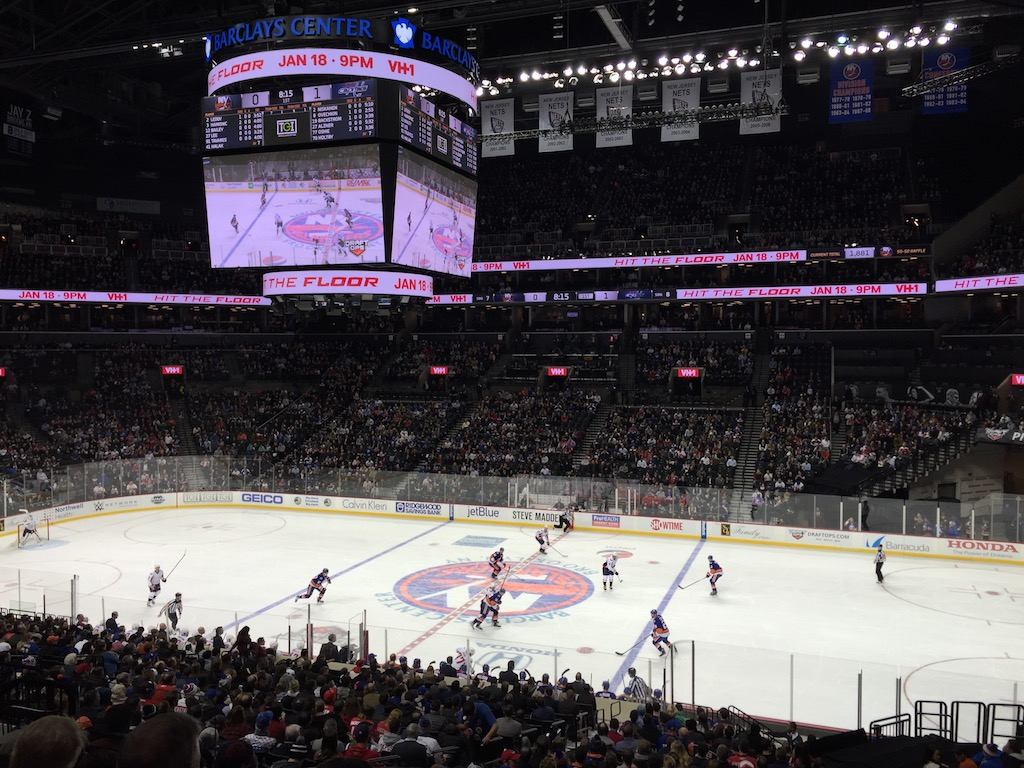
O New York Islanders jogando contra o Washington Capitals em 2016

O New York Islanders mudaram-se do Nassau Coliseum para a Barclays Center antes da temporada de 2015–16. Os Islanders jogaram o primeiro jogo de hóquei no Barclays Center em um jogo de pré-temporada em 21 de setembro de 2013, perdendo para o New Jersey Devils por 3 a 0 na frente de uma multidão de 14.689. O primeiro gol na história da arena foi marcado por Jacob Josefson do New Jersey Devils. O primeiro gol na história dos Islanders no Brooklyn foi marcado no primeiro período em um power play (e um pênalti atrasado) pelo defensor Ryan Pulock.
O primeiro jogo da temporada regular foi disputado em 9 de outubro de 2015 contra o Chicago Blackhawks, que venceu o jogo por 3-2 na prorrogação. Este foi o sexto jogo da NHL no Barclays Center, após cinco jogos de pré-temporada (três em 2015), e uma partida de rookie dos Islanders. O primeiro gol da temporada regular da NHL marcado no Barclays Center foi de Artem Anisimov para os Blackhawks no primeiro período, enquanto John Tavares marcou no segundo período e foi o primeiro jogador dos Islanders a fazê-lo.
O primeiro jogo dos playoffs da Stanley Cup no Barclays Center foi realizado em 17 de abril de 2016, quando os Islanders derrotaram o Florida Panthers por 4–3 no terceiro jogo da série entre as duas equipes. Sete noites depois, a arena sediou o Jogo 6 da série, que acabou sendo o jogo em casa mais longo da história dos Islanders. Nesse jogo, os Islanders estavam perdendo por 1–0 quando Tavares marcou o gol da empate com 53,2 segundos restantes no tempo regulamentar; ele marcaria o gol decisivo da série na prorrogação dupla para dar aos Islanders sua primeira vitória na série de playoff desde 1993.
Os Islanders estão programados para se mudar para a recém-construída UBS Arena para a temporada de 2021–22. O governador de Nova York, Andrew Cuomo, anunciou em 29 de fevereiro de 2020, que os Islanders jogariam todos os jogos em casa na temporada de 2020-21 no Nassau Coliseum, sua antiga casa. Também foi anunciado que os Islanders iriam jogar todos os jogos do playoff em casa durante os playoffs da Stanley Cup de 2020 no Nassau Coliseum, o que significa que o jogo final disputado no Barclays Center estava programado para 22 de março de 2020, contra o Carolina Hurricanes. No entanto, todos os jogos da NHL foram adiados em 12 de março devido à pandemia de COVID-19. Naquela época, os Islanders tinham seis jogos em casa restantes na temporada regular, dois no Brooklyn e quatro no Nassau, bem como seis jogos fora de casa, e estavam um ponto atrás da oitava e última vaga no playoff da Conferência Leste. O último jogo dos Islanders no Barclays Center antes da pausa da temporada foi disputado em 3 de março de 2020, quando os Islanders perderam por 6–2 para o Montreal Canadiens. Enquanto o Nassau Coliseum foi fechado indefinidamente em junho de 2020 e os Islanders foram relatados para retornar ao Barclays Center para a temporada de 2020–21 se o Coliseum permanecesse indisponível, um novo locatário permitiu que os Islanders jogassem seus jogos caseiros de 2020–21 lá.

### Ginástica
Em 6 de novembro de 2016, a arena sediou o Kellogg's Tour of Gymnastics Champions.

### Música
Além de muitos shows de uma variedade de atos musicais, o ginásio sediou o MTV Video Music Awards de 2013 em 25 de agosto de 2013, trazendo o show para um bairro da cidade de Nova York diferente de Manhattan pela primeira vez. A cerimônia do VMA 2020 aconteceria no Barclays Center, mas devido ao COVID-19, a cerimônia aconteceu ao ar livre na cidade de Nova York. A MTV confirmou que o MTV Video Music Awards acontecerá lá em 2021.

### Luta livre profissional
A arena também hospedou muitos eventos da WWE desde a abertura da arena. O primeiro show realizado no local foi o TLC: Tables, Ladders & Chairs, que realizou a famosa partida de The Shield. Eles continuariam a realizar vários episódios do WWE Raw, incluindo seu episódio de 25º aniversário em janeiro de 2018. Em agosto de 2015, o Barclays Center sediou o SummerSlam (que iria originalmente acontecer no Izod Center antes de seu fechamento), junto com o NXT TakeOver: Brooklyn na noite anterior e um pós-SummerSlam Raw no dia seguinte, resultando em três noites consecutivas de lotações esgotadas. Eles continuariam o fim de semana anual de eventos pelos próximos três anos com a inclusão de uma transmissão ao vivo pós-SummerSlam SmackDown para os eventos.
A arena realizou outro fim de semana de eventos em abril de 2019 para a WrestleMania 35. Este fim de semana incluiu o NXT Takeover: New York, a cerimônia de posse do WWE Hall of Fame de 2019, junto com as edições especiais após a Wrestlemania do Raw e Smackdown Live.

### E-Sports
A arena sediou o ESL One New York em outubro de 2016, setembro de 2017, setembro de 2018 e setembro de 2019.
Em maio de 2018, a Blizzard Entertainment anunciou que as Grand Finals da temporada inaugural da Overwatch League aconteceriam no Barclays Center. O evento foi realizado de 27 a 28 de julho de 2018.

## Problemas

### Ações legais
Durante sua construção, o ginásio foi fonte de uma série de polêmicas envolvendo os moradores locais, o uso de domínio eminente, potencial impacto ambiental, a falta de financiamento público continuado e uma grande retração econômica atrasou o projeto. A Suprema Corte de Nova York decidiu a favor de Ratner em 16 de maio de 2009. Os oponentes apelaram da decisão do tribunal, e uma audiência para o recurso foi agendada para 14 de outubro de 2009, com uma decisão a ser emitida não antes de 25 de novembro.
Em 24 de novembro de 2009, o Tribunal de Apelações de Nova York decidiu a favor do estado usando domínio eminente para o projeto. O vice-presidente da Empire State Development Corporation, Warner Johnston, indicou que a agência está comprometida em ver o projeto concluído e disse "agora podemos avançar com o desenvolvimento".
O Barclays Center também foi acusado de maltratar os proprietários de luxury box que são afro-americanos. Três funcionários da Ludwig's Pharmacy em Prospect Heights declararam em um ação, movida em outubro de 2013, que eles foram mal tratados na arena por serem negros. Eles estão processando por US $ 4 milhões.

### Questões trabalhistas
Um grupo de 120 trabalhadores da construção em tempo parcial que trabalha para transformar a arena de uma sala de concertos em um local esportivo tentou, sem sucesso, mudar de sindicato em fevereiro de 2013. O pagamento por trabalho em tempo parcial é estruturado de forma diferente do que o mesmo trabalho no Madison Square Garden e os trabalhadores reclamaram por não poderem ganhar a vida com o trabalho de um dia por mês a US $ 14 / hora e por serem impedidos de receber o desemprego.

### Qualidade como quadra de hóquei

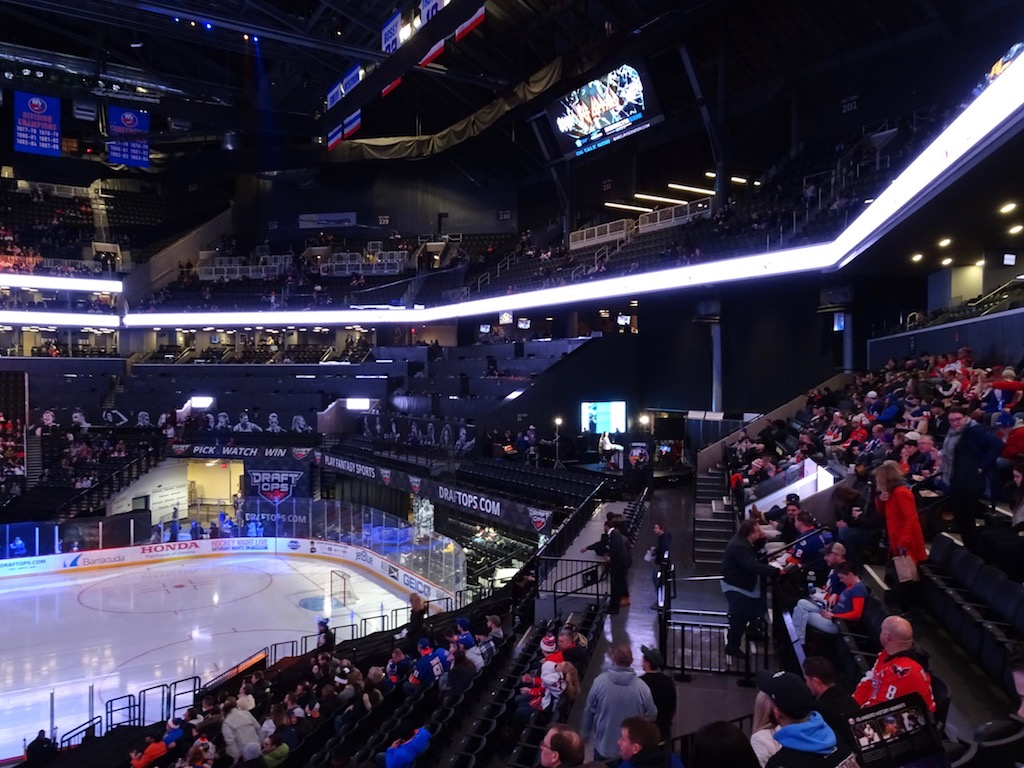
Assentos com vista obstruída

Como a arena não foi originalmente projetada para o hóquei, a mudança do New York Islanders para o Barclays Center resultou em reclamações sobre os assentos com vistas obstruídas e a qualidade do gelo da arena.
Alguns assentos foram retirados por terem visão obstruídas durante os jogos de hóquei. O Business Insider chamou as seções 201 a 204 e 228 a 231 de "o pior assento nos esportes profissionais americanos". Em uma entrevista à Sports Illustrated, o CEO do Barclays Center, Brett Yormark, reconheceu o problema, mas insistiu que nada pode ser feito: "Não há realmente nada que possamos fazer do ponto de vista de melhoria. Você pode assistir ao jogo em seu dispositivo móvel. o jogo está no placar". Também houve reclamações sobre a qualidade do gelo. O estádio usa tubulação de PVC em vez de tubulação de aço sob a superfície do gelo, tornando muito mais difícil manter os padrões e a temperatura da NHL.

## Galeria
- Interior do Barclays Center na configuração para basquetebol
- Interior do Barclays Center na configuração para hóquei no gelo